# John Morrison
John Randall Hennigan, meglio conosciuto con il ring name John Morrison (Los Angeles, 3 ottobre 1979), è un wrestler e attore statunitense sotto contratto con la All Elite Wrestling, dove si esibisce con il ring name Johnny TV.
Hennigan è principalmente ricordato per i suoi trascorsi nella WWE dal 2002 al 2011 e, di nuovo, dal 2019 al 2021. Vincitore della terza stagione del reality-show Tough Enough, a pari merito con Matt Cappotelli, è approdato nel roster principale della WWE nel 2005 come membro degli MNM insieme a Joey Mercury, con il quale ha vinto tre volte il WWE Tag Team Championship (a cui si aggiunge un altro regno con The Miz); come wrestler singolo ha invece detenuto tre volte l'Intercontinental Championship e una volta l'ECW World Championship.

## Carriera

### World Wrestling Entertainment (2002–2011)

#### Gli inizi (2004–2005)
Nella puntata di Raw del 1º marzo 2004 John Hennigan fece il suo esordio nella World Wrestling Entertainment, nelle vesti di assistente dell'allora General Manager dello show rosso, Eric Bischoff; Hennigan assunse il ring name Johnny Nitro, in riferimento a Nitro, show della World Championship Wrestling creato proprio da Bischoff negli anni novanta. Nitro rimase al fianco del general manager| fino alla puntata di Raw del 7 giugno, quando venne sconfitto da Eugene in un match la cui stipulazione prevedeva che il perdente sarebbe stato licenziato (kayfabe).

#### MNM (2005–2007)

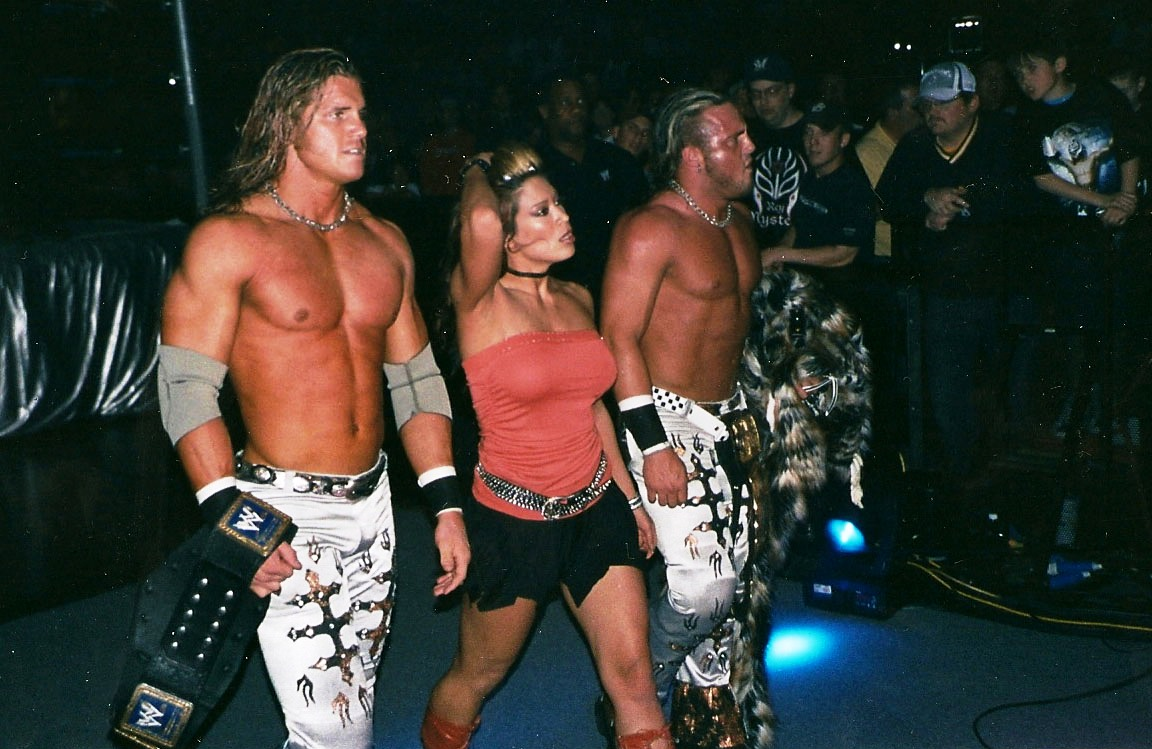
Johnny Nitro (a sinistra) con Joey Mercury e Melina nel 2006

John Hennigan tornò durante la puntata di SmackDown! del 14 aprile 2005, come membro degli MNM insieme a Joey Mercury e Melina; i tre attaccarono Rey Mysterio mentre veniva intervistato da Carlito. La settimana successiva, al loro debutto in WWE, battono Mysterio e Eddie Guerrero a SmackDown! conquistando i WWE Tag Team Championship. Al loro debutto in pay-per-view a Judgment Day 2005 conserveranno con successo le cinture contro Charlie Haas ed Hardcore Holly, ma perderanno il 24 luglio a The Great American Bash contro Jon Heidenreich e Road Warrior Animal. Le riconquisteranno sempre contro Heidenreich ed Animal il 28 ottobre 2005 ma le perderanno nuovamente durante l'edizione di SmackDown! del 16 dicembre 2005, contro Batista e Rey Mysterio. Il loro terzo regno da campioni di coppia inizierà solo due settimane dopo, il 30 dicembre 2005, dove a SmackDown! sconfiggono Batista e Rey Mysterio con l'aiuto determinante di Mark Henry in uno Steel Cage Match.
Il duo ebbe molto successo ma presto si sciolse e John inizio ad intravedere la carriera da singolo.
Ad aprile 2006 inizieranno una faida contro Paul London e Brian Kendrick. Questi ultimi otterranno molte vittorie contro gli MNM, sia singolarmente, sia in tag team match senza le cinture in palio. La faida culminerà a Judgment Day 2006, dove perderanno i titoli definitivamente contro London e Kendrick. A fine match Nitro attacca ripetutamente Mercury incolpandolo della sconfitta. Nella stessa serata Melina e Nitro vengono licenziati dal "General Manager" Theodore Long, dopo che essi si lamentano col GM per la sconfitta. Secondo indiscrezioni, il tag team è stato sciolto dopo che Mercury è stato trovato positivo a test antidoping. Mercury sarebbe poi stato mandato in riabilitazione, anche se non è stato diffuso alcun comunicato dalla WWE.
Nitro e Melina appariranno poi nel roster di Raw, dove Nitro ridebutterà in un match per il WWE Championship contro John Cena, vinto però dal rapper bostoniano. Otterrà la sua prima vittoria a RAW solo la settimana dopo, sconfiggendo Charlie Haas.
Nitro continua a lottare per un titolo, questa volta il WWE Intercontinental Championship, conquistandolo a Vengeance 2006 sconfiggendo in un Triple Threat match il campione Shelton Benjamin e Carlito. Dopo numerose e riuscite difese, Nitro deve cedere il titolo al rientrante Jeff Hardy. Riconquista in seguito la cintura, per poi perderla nuovamente contro Jeff Hardy la settimana successiva.
Successivamente la loro faida in singolo divenne una faida tra Tag Team. Infatti Nitro coinvolse Mercury, Jeff il fratello Matt Hardy. I due Team si affrontarono prima al December to Dismember e poi alla Royal Rumble, ma a trionfare furono gli Hardys in entrambi i match. Durante questo feud, Nitro tentò di riconquistare il titolo intercontinentale in uno Steel Cage Match a New Year's Revolution ma fallì. Successivamente, Joey Mercury fu licenziato dalla WWE.

#### Alleanza con The Miz (2007–2009)

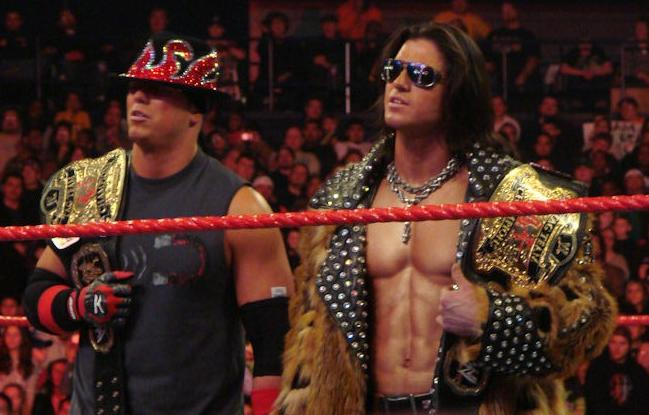
John Morrison (a destra) con The Miz nel 2009

In seguito alla Draft Lottery del giugno 2007, Johnny Nitro passò alla ECW. Tra la sorpresa generale Nitro partecipò al match valido per l'ECW World Championship contro CM Punk a Vengeance prendendo il posto di Chris Benoit, il quale non presenziò allo show. Nitro vinse il match e diventò ECW Champion. Il 17 luglio 2007 durante la puntata settimanale di ECW on Sci Fi, Nitro si presentò con un nuovo nome, John Morrison, una nuova musica d'ingresso, un nuovo look ed una nuova gimmick ispirata al personaggio di Jim Morrison. A The Great American Bash e a SummerSlam 2007 difese con successo il titolo dall'assalto di CM Punk. Ha in seguito perso la cintura nel corso della puntata di ECW on Sci Fi del 1º settembre in favore di CM Punk.
Durante la puntata di SmackDown! del 13 novembre sconfisse, insieme a The Miz, i Tag Team Champions MVP e Matt Hardy, conquistando la cintura. Il duo riuscì a mantenere il titolo in diverse occasioni, sconfiggendo tra gli altri Kane e CM Punk (a Judgment Day 2008) e Finlay e Hornswoggle (Night of Champions 2008).
Il 20 luglio 2008 a The Great American Bash 2008 hanno perso le cinture in favore di Curt Hawkins e Zack Ryder in un Fatal Four Way match al quale presero parte anche Jesse & Festus e Finlay & Hornswoggle. Durante la puntata dell'ECW del 22 luglio, John Morrison ha preso parte ad un Fatal Four Way per diventare numero 1 contender per il titolo ECW, perdendo. Tra luglio e novembre la coppia combatté incontri poco importanti ma riuscì ad avere successo tra il pubblico, grazie anche al loro show in onda sul sito WWE The Dirt Sheet. Nella puntata di Raw del 27 e in quella dell'ECW del 28 ottobre i due intrapresero un breve feud con la D-Generation X. Nella puntata di Raw del 3 novembre il duo HHH-Michaels sconfisse Miz & Morrison. Morrison, dopo le Survivor Series partecipò al torneo per determinare lo sfidante al WWE Intercontinental Championship, ma dopo aver battuto Finlay fu sconfitto in semifinale da CM Punk; nella stessa serata vennero assegnati gli Slammy Award e Miz & Morrison vinsero il premio di miglior Tag Team e di miglior show, The Dirt Sheet, dell'anno. Il 13 dicembre in occasione di un house show insieme a The Miz diventò World Tag team Champion, sconfiggendo CM Punk e Kofi Kingston.
Il 23 febbraio a Raw Morrison combatté contro il compagno di coppia The Miz e il campione intercontinentale CM Punk in un triple threat match per le qualificazioni al Money in the Bank Ladder Match di Wrestlemania, ma a vincere fu CM Punk. I due iniziarono un feud contro i WWE Tag Team Champions Primo e Carlito. A Wrestlemania XXV le due coppie si sfidarono in un Lumberjack Match per decretare i primi Unified WWE Tag Team Champions e a vincere furono i fratelli di Porto Rico.
Nella Draft venne diviso dal suo compagno The Miz che passò a RAW e lo attaccò alle spalle dopo un match. Nella Draft supplementare venne spostato dalla ECW a Smackdown.

#### Campione intercontinentale (2009–2010)
A SmackDown esordì battendo prima R-Truth e successivamente Shelton Benjamin. Qui Morrison effettuò un Turn Face entrando in collisione con Chris Jericho, che lo sconfisse in un episodio di WWE Superstars grazie all'interferenza di Shelton Benjamin, che lo sfidò in un match a Judgment Day. Al PPV John Morrison ha la meglio sull'atleta di colore. Morrison batté Benjamin anche a SmackDown e si aggiudicò in maniera schiacciante il feud. Nelle puntate successive perse contro Edge e Chris Jericho al termine di incontri combattutissimi, dove Morrison rimediò comunque ottime prestazioni. Nella puntata del 26 giugno riuscì a battere il World Heavyweight Champion CM Punk in un non-title match. Appena tre settimane dopo si ripeté battendo nuovamente CM Punk, sempre in un non-title match. Successivamente venne sconfitto dal nuovo campione mondiale Jeff Hardy in un match valevole per la massima cintura. Nella puntata di SmackDown del 4 settembre (registrata il 1º settembre), Morrison sconfisse Rey Mysterio in un match valevole per il WWE Intercontinental Championship, conquistando la cintura. Al pay-per-view Hell in a Cell John Morrison conservò il titolo Intercontinentale dall'assalto di Dolph Ziggler. Al PPV Bragging Rights, John Morrison fu sconfitto da The Miz. Alle Survivor Series è stato capitano del team formato da lui, Evan Bourne, Finlay, Shelton Benjamin e Matt Hardy, dove però vengono sconfitti dal team del suo rivale The Miz. Nel PPV WWE TLC Drew McInrtre ha sconfitto John Morrison, e quest'ultimo ha perso il titolo Intercontinentale. Morrison e McInrtre si affrontano due volte a SmackDown con in palio il titolo Intercontinentale, ma i due match terminano per squalifica e count out. Nel match decisivo è McIntyre che ha la meglio su Morrison e conserva il titolo. Nell'edizione di SmackDown seguente alla Royal Rumble, John Morrison sconfigge Drew McIntyre e Kane conquistando un posto per l'Elimination Chamber di SmackDown valido per il (World Heavyweight Championship). Nella puntata di SmackDown del 13 febbraio 2010 durante un match contro R-Truth, si infortuna alla caviglia destra. Nell'Elimination Chamber viene eliminato da Undertaker per quarto. Nella puntata del 5 marzo 2010 lui e R-Truth vincono un match per andare a sfidare i Unified WWE Tag Team Champions a Wrestlemania 26 detenuti da The Miz e Big Show; ma a WrestleMania ne escono sconfitti. A Extreme Rules John Morrison & R-Truth perdono un tag team Gauntlet match contro la Hart Dynasty; nel match erano coinvolti anche The Miz & Big Show e MVP & Mark Henry.

#### Varie faide e abbandono (2010–2011)

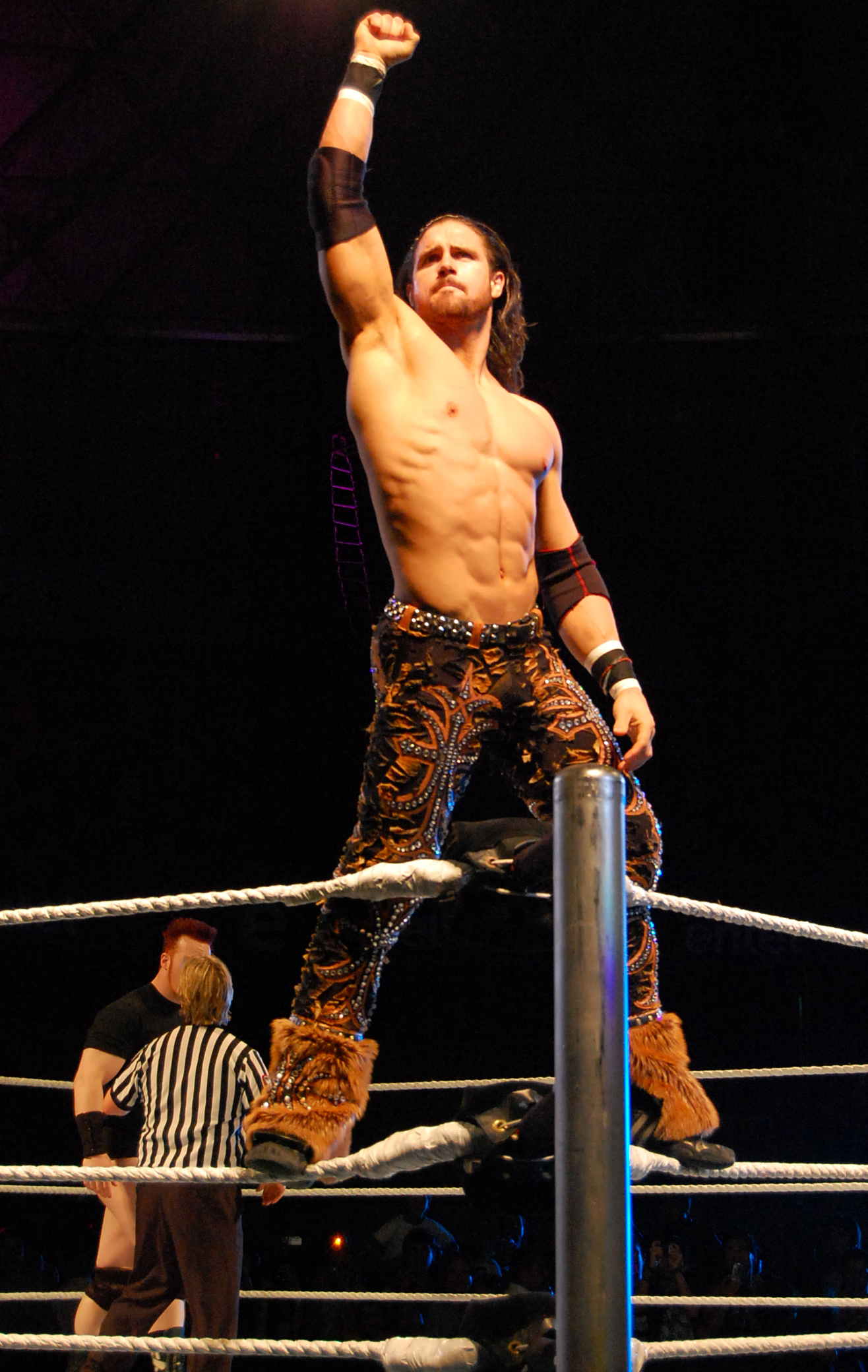
John Morrison nel 2011

John Morrison torna a Raw dopo il Draft, come primo match sfida il World Heavyweight Champion Jack Swagger, perdendo. Nell'edizione di Smackdown del 30 aprile perde un match con Cody Rhodes dopo un'ottima prestazione.
Nella seguente puntata di Raw John Morrison sfida Ted DiBiase, che si fa contare fuori, ma lo Shaman of Sexy vuole immediatamente il rematch ed ottiene un'altra vittoria. Dopo il match Ted attacca Morrison, ma a salvarlo arriva il suo compagno R-Truth.
La settimana successiva Morrison, Yoshi Tatsu, Goldust e Santino Marella perdono un match contro i rookie NXT per un errore stupido della superstar italo-canadese. Nell'ultima puntata di NXT, John Morrison ha rivelato che sarà uno dei Pro nella seconda stagione con Rookie Eli Cottonwood. Torna a Raw nella puntata del 7/06/2010 in coppia con R - Truth per affrontare The Miz e Zack Ryder, ma perdono. Inoltre Morrison prenderà parte al Money In The Bank Di Raw a WWE Money in the Bank dove è uno dei favoriti alla vittoria. Perderà nel PPV in favore del suo vecchio compagno The Miz, ma verrà reclutato da John Cena per il suo esercito per contrastare i Nexus. A SummerSlam il Team WWE sconfigge la Nexus. Nella puntata 900 del 30 agosto l'incontro fra John Morrison & R-Truth vs. Cody Rhodes & Drew McIntyre per stabilire i primi sfidanti ai titoli WWE Tag-Team termina in "No-Contest".
La settimana successiva,a Raw, sconfigge Chris Jericho escludendolo dal Six Pack Challenge valevole per il WWE Championship a Night of Champions. A Hell In A Cell affronterà The Miz e Daniel Bryan nel primo submission count anywhere triple treath match della storia per il WWE United States Championship. A Hell in a Cell a vincere è stato Daniel Bryan. Nella puntata dell'11/10 riesce a entrare nel team Raw per Bragging Rights battendo Tyson Kidd. A Bragging Rights perde il 7 vs 7 Elimination Match vinto dal Team SmackDown.
Nella puntata di Raw del 25 ottobre, aiuta Santino Marella a vincere un match contro Sheamus. Nella puntata del 1º novembre, salva Santino Marella da un attacco di Sheamus. A Survivor Series John Morrison sconfigge Sheamus. John Morrison elimina Cody Rhodes nel primo turno di King of the Ring. Nelle semifinali elimina Alberto Del Rio e si qualifica per la finale dove affronterà Sheamus. Nella finale John Morrison viene sconfitto da Sheamus che si laurea King of the Ring. A WWE TLC John Morrison sconfigge Sheamus in un Ladder match e diventa primo sfidante al WWE Championship. Nella puntata di WWE RAW del 27/12/10 batte Alex Riley. Il match prevedeva, in caso di vittoria di Riley, la rinuncia del title shot da parte dell'ex ECW Champion e, in caso di vittoria, di Morrison la possibilità di scegliere stipulazione e data del match valido per il WWE Championship. Dopo il match, da lui vinto, annuncia di voler usare la possibilità per il titolo nella puntata di WWE RAW 3/1/11 in un Falls Count Anywere Match. Nella puntata di Raw del 3 gennaio 2011, perde il match contro il campione The Miz non riuscendo così a conquistare il WWE Championship. Nella puntata di Raw del 10 gennaio, sconfigge Sheamus. Nella puntata di Raw del 17 gennaio sconfigge Daniel Bryan. Nella puntata di Raw del 24 gennaio, Morrison in coppia con Mark Henry viene sconfitto da Sheamus e Alberto Del Rio in un tag team match. Nel Royal Rumble Match John Morrison entra con il numero 7 venendo eliminato dal nuovo Nexus dopo circa 13 minuti di permanenza sul ring. Nella puntata di Raw del 1º febbraio, Morrison partecipa al primo Raw Royal Rumble match della storia. Il match che vedeva coinvolti 7 partecipanti, avrebbe decretato il primo sfidante per il WWE Championship a WWE Elimination Chamber. Morrison entra per primo e viene eliminato per quarto da Sheamus. A Elimination Chamber sfiderà R-Truth, Sheamus, CM Punk, John Cena e Randy Orton nell'annuale Elimination Chamber e il vincitore sarà Number 1 Contender per il WWE Championship a Wrestlemania XXVII. Nella puntata di Raw del 7 febbraio, riesce a sconfiggere Michael McGillicutty, ma dopo l'incontro CM Punk lo acceca con dello spray al peperoncino. La settimana dopo sconfigge, con R-Truth, McGillicutty e David Otunga (membri del Nexus) nonostante le sue condizioni.
In occasione della puntata numero 600 di SmackDown! viene organizzato un 12-man tag team match dove Morrison, insieme a Edge, John Cena, Randy Orton, R-Truth e Rey Mysterio sconfigge Kane, Sheamus, Wade Barrett, Drew McIntyre, CM Punk e Dolph Ziggler. A Elimination Chamber 2011 John Cena sconfigge Randy Orton, CM Punk, John Morrison, King Sheamus e R-Truth in un Elimination Chamber diventando primo sfidante al WWE Championship ma Morrison ha fatto un ottimo match arrampicandosi sotto il tetto dell'Elimination Chamber e ha fatto una Clothesline da sotto il tetto su Sheamus schienandolo ed eliminandolo. Nella puntata di Raw successiva al PPV,con una gamba fuori uso Morrison viene sconfitto da CM Punk. Nella puntata di Raw del 7 marzo affronta Dolph Ziggler ma quest'ultimo vince con una scorrettezza. Nella puntata successiva di Raw, John aiuta Snooki e Trish Stratus a salvarsi dall'attacco dalle Laycool e Dolph Ziggler,poco dopo Vickie Guerrero sfida Morrison, Trish e Snooki ad affrontare le LayCool e Ziggler in un 6 Mixed Tag Team Match per Wrestlemania XXVII, il trio accetta. La settimana successiva viene messo in un match contro Dolph Ziggler che viene accompagnato da Vickie Guerrero e dalle LayCool. Morrison, accompagnato da Trish Stratus viene interrotto durante il match dalle LayCool, di conseguenza il GM anonimo di Raw sancisce un match ad Handicap; Morrison e Trish contro Dolph, Layla, Michelle McCool e Vickie. L'incontro va a questi ultimi. A Raw prima di Wrestlemania 27, perde un tag team match in coppia con Daniel Bryan contro Dolph Ziggler & Sheamus. A Wrestlemania, John Morrison, Trish Stratus e Snooki sconfiggono Dolph Ziggler e le LayCool. Il giorno dopo, Dolph e Vickie Guerrero chiedono il rematch in un mixed-tag team match contro Trish e Morrison ma a prevalere sono questi ultimi grazie allo schienamento di Morrison su Ziggler.
Nella puntata di Raw dell'11 aprile, Morrison partecipa al Gauntlet match nel quale il vincitore avrebbe affrontato The Miz a WWE Extreme Rules 2011 per il WWE Championship ma viene eliminato per terzo da R-Truth. La settimana successiva lancia una sfida allo stesso R-Truth in un match in cui lo spot di N.1 contender è in palio, R-Truth accetta ma Morrison ne esce vincitore e dunque affronterà The Miz e John Cena a Extreme Rules con il WWE Championship in palio, ma dopo il match R-Truth attacca violentemente John Morrison effettuando un Turn Heel.
Nella puntata di Raw del 25 aprile, mentre R-Truth lo prendeva in giro, Morrison lo attacca. A Extreme Rules 2011 John Cena sconfigge The Miz e John Morrison e conquista il WWE Title. Circa un mese fa è stato operato al collo e infatti da diverse settimane non appare negli show televisivi. La fidanzata Melina ha fatto sapere che la riabilitazione dell'ex Johnny Nitro sta andando bene e le sue condizioni stanno migliorando, tant'è che potrebbe tornare sul ring tra circa uno o due mesi. Torna a sorpresa nella puntata di Raw speciale dedicata al videogame WWE All Stars nel quale dovrebbe affrontare R-Truth ma il match non è stato disputato a causa di un attacco da parte di R-truth ai danni di Morrison.
A sorpresa il 25 luglio ritorna attaccando R-Truth che gli aveva causato l'infortunio. Nella puntata di Smackdown del 29 luglio, ritorna anche a combattere perdendo contro Christian. Qualche giorno dopo, a Raw, perde un match di coppia insieme a Rey Mysterio contro R-Truth & The Miz. Nella puntata di SmackDown del 5 agosto perde di nuovo in coppia Nel Main Event con Randy Orton contro R-Truth e Christian.
Nella puntata di Raw dell'8 agosto perde un match contro il suo rivale R-Truth. Nel PPV di SummerSlam vince un 6-man tag team match assieme a Kofi Kingston e a Rey Mysterio contro R-Truth, The Miz e Alberto Del Rio. La notte successiva a Raw Post-SummerSlam sconfigge R-Truth in un Falls Count Anywhere Match e così esce da una lunga Losing Streak che aveva da quando era ritornato a combattere dopo l'infortunio. Nella puntata successiva di Raw perde un match contro il WWE Champion Alberto Del Rio. Il 1º settembre, a Superstars, ha luogo la rivincita fra Morrison e Truth che viene vinta da quest'ultimo.
Nella puntata di Raw del 5 settembre, Morrison partecipa ad un 8-man Elimination Tag Team Match in squadra con Alex Riley, John Cena e Sheamus contro Wade Barrett, Christian, Dolph Ziggler e Jack Swagger nel quale Morrison è il primo ad essere eliminato per mano di Swagger. Nella puntata di Raw del 12 settembre sconfigge Dolph Ziggler e Jack Swagger insieme ad Alex Riley in un tag team match.
A Night of Champions affronta Dolph Ziggler, Jack Swagger e Alex Riley in un Fatal 4-Way match valido per lo United States Championship, dove non riesce a vincere subendo lo schienamento da Ziggler (campione in carica). Nella puntata post PPV, Morrison affronta Alberto Del Rio, ma perde per sottomissione. Il 26 settembre, a Raw, ottiene una title shot per l'Intercontinental Championship in un 10-Men Battle Royal che viene vinta da Cody Rhodes, il quale conserva il titolo.
A Hell in a Cell affronta Cody Rhodes per l'Intercontinental Championship, perdendo. La sera successiva, a Raw, viene sconfitto da Mark Henry. Nella puntata di Raw del 10 ottobre perde contro Christian e a fine match viene attaccato da Dolph Ziggler, Cody Rhodes, e Jack Swagger. La stessa settimana, a SmackDown, partecipa alla Battle Royal promossa da Theodore Long e John Laurinaitis nella quale il vincitore avrebbe potuto sfidare un campione a sua scelta in un match titolato, ma viene eliminato. Nella puntata di Raw del 17 ottobre perde un 6 man tag team match insieme a Randy Orton e Sheamus contro Mark Henry, Christian e Cody Rhodes. Nella stessa settimana, a Smackdown, perde nuovamente contro Mark Henry. Nella puntata di Raw del 24 ottobre perde un match contro Wade Barrett e il 4 novembre, a Superstars, perde contro Drew McIntyre. Il 7 novembre a Raw, interrompe la sua losing streak sconfiggendo lo United States Champion Dolph Ziggler (con Vickie Guerrero).
Alle Survivor Series viene sconfitto da Dolph Ziggler per lo United States Championship.
Nella puntata di Raw del 28 novembre perde un Falls Count Anywhere Match contro The Miz, dopo essere stato brutalmente attaccato da questi sulla rampa d'accesso. A fine match, Morrison viene portato via in barella. Il GM di Raw John Laurinaitis ha confermato che non rinnoverà il contratto di Morrison, per cui, dopo 7 anni, lascia la WWE.

### Circuito indipendente (2011–2014)
Dopo la WWE, Morrison inizia a lottare nel circuito indipendente. A inizio febbraio 2012, sconfigge Shelton Benjamin e conquista il WWFX Championship, titolo della World Wrestling Fan Experience, federazione di wrestling filippina. Il 23 marzo 2012, a Wreslefest, evento organizzato dalla Northeast Wrestling, batte Finlay. Il 10 giugno, sconfigge Austin Draven ad un evento della NWA Hollywood. Combatte poi per la World Wrestling Council dove il 29 giugno, perde contro Carlito. Il giorno dopo, affronta insieme a Shelton Benjamin, Primo & Epico, perdendo per squalifica. Ad un evento della Resistance Pro Wrestling del 27 luglio, Morrison batte Robert Anthony mentre ad uno della 2CW, batte Sami Callihan. Il 7 settembre 2012 viene ufficializzato come superstar della federazione italiana IWS. Nella Continental Wrestling Federation, vince il vacante United States Title. Debutta anche nella Dragon Gate USA, sconfiggendo Akira Tokizawa. Viene poi attaccato dagli Young Bucks, ma ad aiutarlo corre AR Fox.

### Lucha Underground (2014–2017)

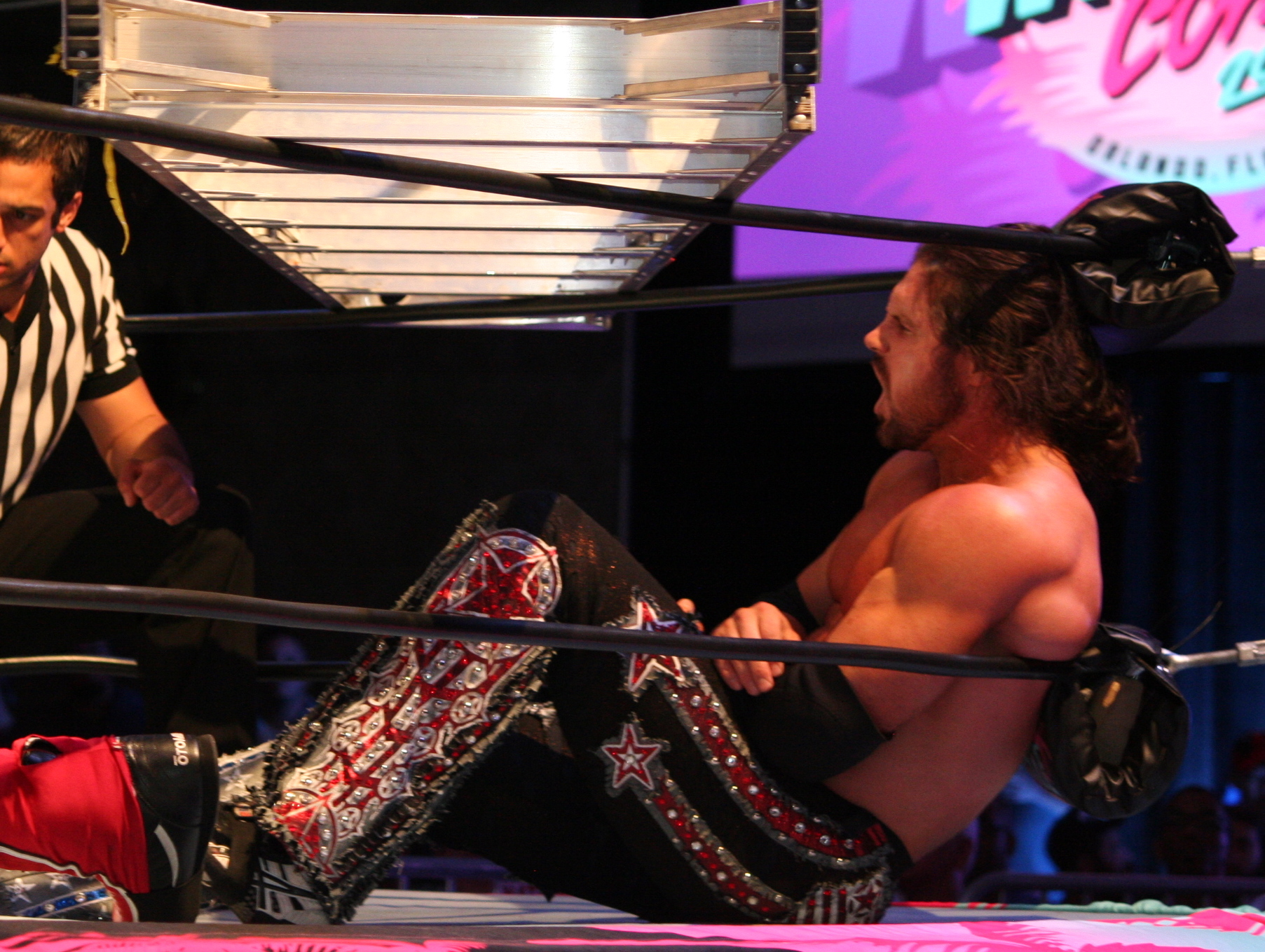
John Morrison nel 2016

Nel settembre 2014 entra a far parte dello show televisivo Lucha Underground di El Rey network, con lo pseudonimo di Johnny Mundo. Nell'episodio pilota sconfigge nel main event Prince Puma.

### Impact Wrestling (2017–2019)
Nel mese di agosto Hennigan appare il giorno 4 in uno degli eventi di Global Force Wrestling, collaborando con James Storm e Moose e sconfiggendo Ethan Carter III, Lashley ed Eli Drake e seppur nessun contratto sia ancora stato firmato, il giorno 5 combatte ancora contro Lashley e Low Ki.

Al Destination X viene rivelato il suo nuovo ring name Johnny Impact e debutta sul ring il giorno 24 in un episodio di Impact combattendo in un Gauntlet match di 20 lottatori in cui veniva disputato il titolo GFW World Heavyweight Championship e fire come terz'ultimo eliminato.
La settimana successiva, insieme ad Eddie Edwards interrompe Chris Adonis e Drake mentre celebrano vittoria e cintura ed ottiene un match in tag team che però perde. Il 14 settembre sconfigge Low Ki e diventa il number one contender al titolo per il successivo Victory Road e dopo il match viene aggredito da Adonis e Drake. il 21 settembre difende lo status di contendente numero uno contro KM ed El Texano Jr e sfida il detentore del titolo (Eli Drake) il 29 settembre dove perde il match ed infine viene di nuovo pestato da Drake ed Adonis in un incontro in cui il prosieguo è una rissa a cui partecipano anche i LAX.

### Ritorno in WWE (2019–2021)

#### Riunione con The Miz (2019–2021)
Il 26 settembre 2019 venne annunciato il ritorno di Morrison, per la prima volta dal 2011, in WWE. Il 4 dicembre la WWE annunciò che Morrison aveva un contratto con la federazione. Nella puntata di SmackDown del 3 gennaio 2020 fece il suo ritorno in WWE dopo otto anni apparendo nel camerino di The Miz, dichiarando che quest'ultimo non avrebbe avuto intenzione di parlare con nessuno. Nella puntata di SmackDown del 17 gennaio sconfisse Big E nel suo primo match in WWE dopo quasi nove anni. Il 26 gennaio, alla Royal Rumble, partecipò al match omonimo entrando col numero 5 ma venne eliminato dopo appena dieci secondi dal WWE Champion Brock Lesnar. Nella puntata di SmackDown del 31 gennaio Morrison e The Miz vinsero un Fatal 4-Way Tag Team match contro gli Heavy Machinery, i Lucha House Party (Gran Metalik e Lince Dorado) e i Revival, diventando i contendenti n°1 allo SmackDown Tag Team Championship del New Day (Big E e Kofi Kingston). Il 27 febbraio, a Super ShowDown, Morrison e The Miz sconfissero Big E e Kofi Kingston del New Day conquistando lo SmackDown Tag Team Championship per la prima volta. L'8 marzo, ad Elimination Chamber, Morrison e The Miz difesero con successo i titoli in un Elimination Chamber match che comprendeva anche Dolph Ziggler e Robert Roode, gli Heavy Machinery, i Lucha House Party, il New Day e gli Usos. Il 4 aprile, nella prima serata di WrestleMania 36, Morrison difese da solo i titoli di coppia (data l'indisposizione di The Miz) in un Triple Threat Ladder match contro Jimmy Uso (degli Usos) e Kofi Kingston (del New Day). Nella puntata di SmackDown del 17 aprile The Miz perse i titoli per il suo team contro Big E del New Day in un Triple Threat match che comprendeva anche Jey Uso degli Usos dopo 50 giorni di regno. Il 10 maggio, a Money in the Bank, Morrison e The Miz parteciparono ad un Fatal 4-Way Tag Team match per lo SmackDown Tag Team Championship che comprendeva anche i campioni Big E e Kofi Kingston del New Day, i Forgotten Sons (Steve Cutler e Wesley Blake) e Gran Metalik e Lince Dorado dei Lucha House Party ma il match venne vinto dal New Day. Il 14 giugno, a Backlash, Morrison e The Miz affrontarono Braun Strowman in un 2-on-1 Handicap match per l'Universal Championship ma vennero sconfitti. Nella puntata di SmackDown del 9 ottobre Morrison e The Miz, per effetto del Draft, passarono al roster di Raw. Il 22 novembre, nel Kick-off di Survivor Series, partecipò ad una Battle Royal tra Raw e SmackDown ma venne eliminato per primo da Dominik Mysterio (appartenente al roster di SmackDown). Il 31 gennaio, alla Royal Rumble, partecipò all'omonimo incontro entrando col numero 11 ma venne eliminato da Damian Priest. Il 21 febbraio, a Elimination Chamber, sconfisse dapprima nel Kick-off Elias, Mustafa Ali e Ricochet in un Fatal 4-Way match per inserirsi in un Triple Threat match per lo United States Championship che comprendeva anche il campione Bobby Lashley e Riddle, ma tale match venne vinto da quest'ultimo. Il 10 aprile, nella prima serata di WrestleMania 37, Morrison e The Miz vennero sconfitti da Bad Bunny e Damian Priest. Nella puntata di Raw del 21 giugno sconfisse Randy Orton qualificandosi per il Money in the Bank Ladder match. Il 18 luglio, a Money in the Bank, partecipò all'omonimo incontro che comprendeva anche Big E, Drew McIntyre, Kevin Owens, Shinsuke Nakamura, Ricochet, Riddle e Seth Rollins ma il match venne vinto da Big E. Nella puntata di Raw del 23 agosto The Miz venne sconfitto da Xavier Woods, e dopo l'incontro attaccò brutalmente Morrison, segnando la fine della loro alleanza e il turn face dello stesso John. Dopo essersi separato da The Miz, Morrison iniziò a combattere in singolo. Nelle settimane successive, però, rimediò due sconfitte, dapprima contro Omos e poi contro Karrion Kross.
Il 18 novembre venne licenziato dalla WWE insieme a diversi altri colleghi.

### Major League Wrestling (2023)
Fece il suo debutto nella Major League Wrestling il 1º marzo nell'evento Blood and Thunder sconfiggendo Davey Richards in un match favorevole per il MLW National Openweight Championship.

## Vita privata
Tra il 2003 e il 2015 è stato fidanzato con la collega Melina Pérez. Dal 2018 è sposato con la collega Taya Valkyrie.

## Personaggio

### Mosse finali
- Come John Morrison

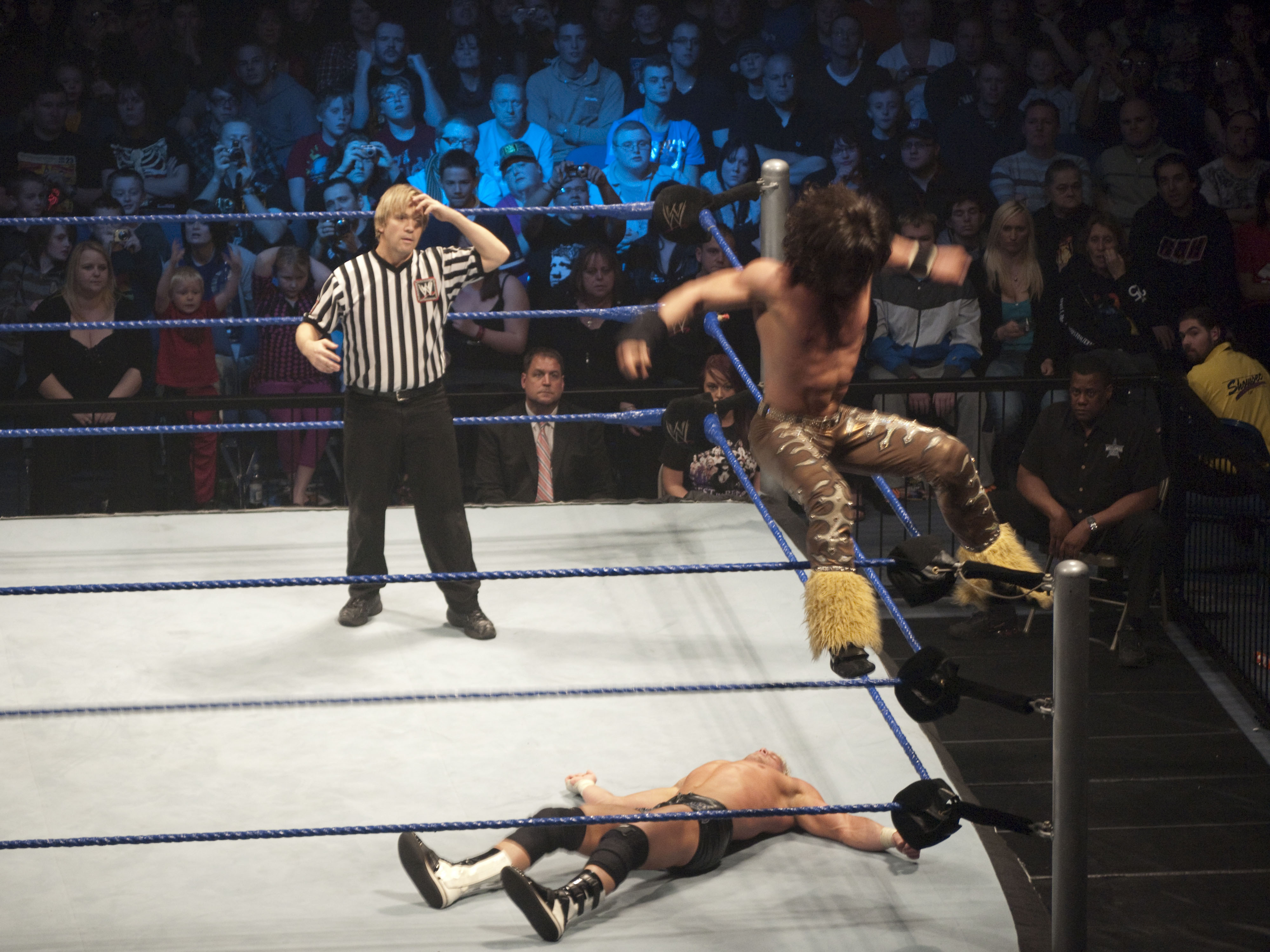
John Morrison mentre esegue la Starship Pain su Dolph Ziggler

  - C-4 (Standing moonsault side slam) – 2010–2011
  - Moonlight Drive (Corkscrew neckbreaker) – 2007–2009
  - Nitro Blast (Superkick) – 2008; parodiato da Shawn Michaels
  - Starship Pain (WWE/circuito indipendente) / End of the World (circuito indipendente) (Split-legged corkscrew moonsault) – 2009–presente
- Come Johnny Impact
  - Starship Pain (Split-legged corkscrew moonsault)
  - Impact Elbow (450º elbow drop)
- Come Johnny Mundo
  - End of the World / Fin del Mundo / Starship Pain (Split-legged corkscrew moonsault)
- Come Johnny Nitro
  - Corkscrew neckbreaker – 2007
  - Snapshot (Delayed hangman's neckbreaker) – 2007
  - Standing shooting star press – 2006–2007
  - Superkick – 2005–2006

### Soprannomi
- "The Ambassador of Abdominals"
- "The Guru of Greatness"
- "The Honcho of Hotness"
- "Johnny Drip Drip"
- "JoMo"
- "The Monday / Tuesday / Wednesday / Friday Night Delight"
- "The Face of Lucha Underground"
- "The Mayor of Slamtown"
- "The New Face of Extreme"
- "Peanut Butter and Johnny"
- "The Prince of Parkour"
- "The Shaman of Sexy"

## Titoli e riconoscimenti
- The Baltimore Sun

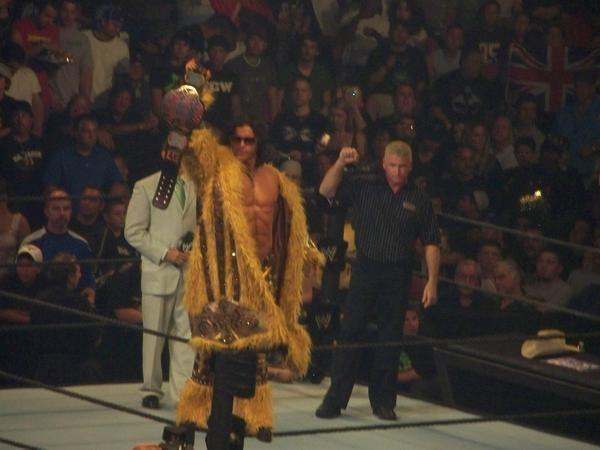
Morrison con l'ECW World Championship, titolo che ha detenuto una volta

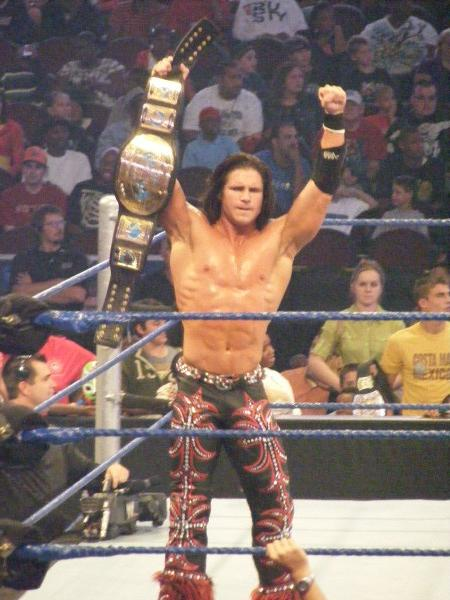
Morrison con l'Intercontinental Championship, titolo che ha vinto tre volte

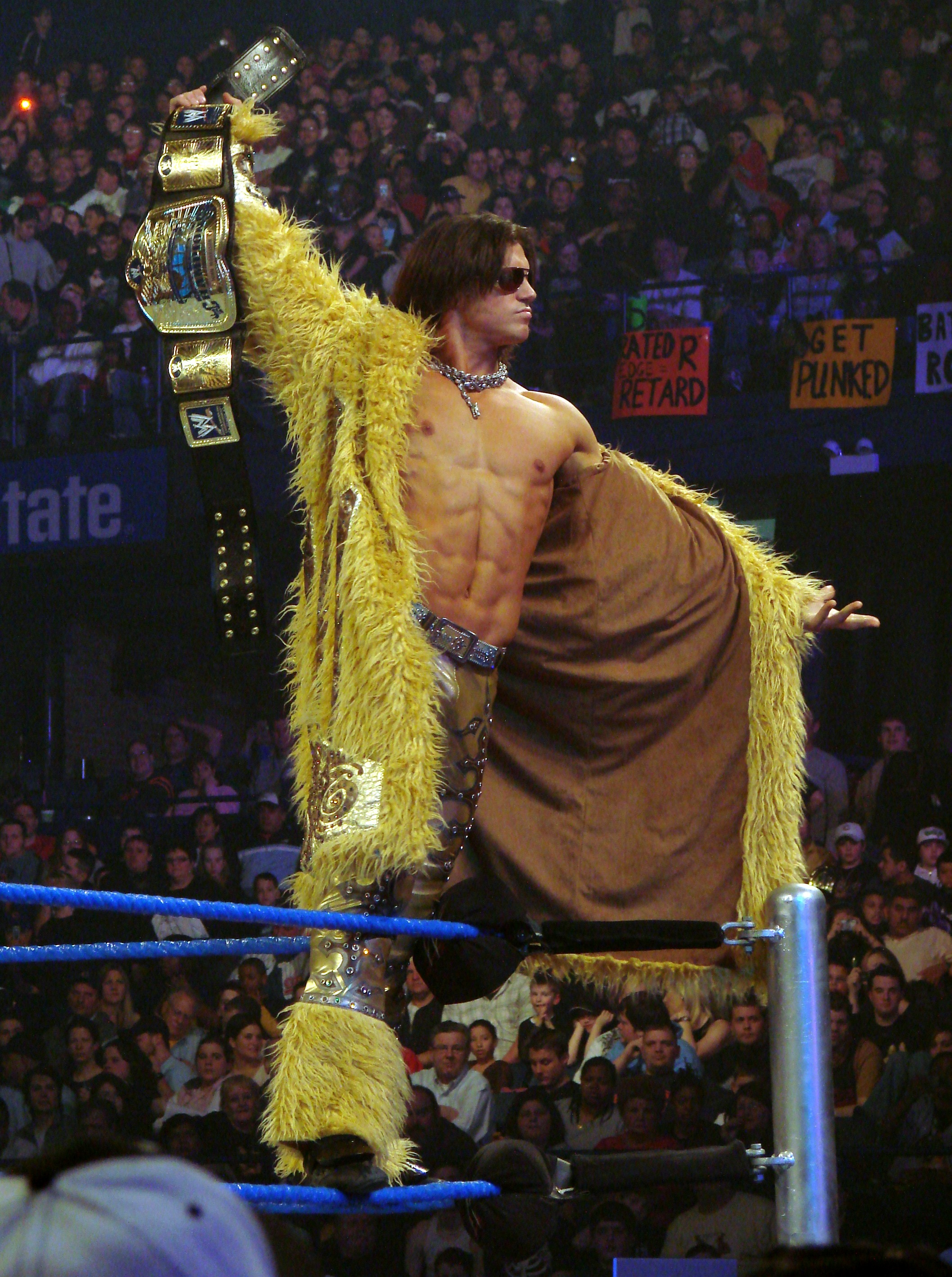
Morrison con il WWE Tag Team Championship, titolo che ha detenuto quattro volte, di cui tre con Joey Mercury e una con The Miz

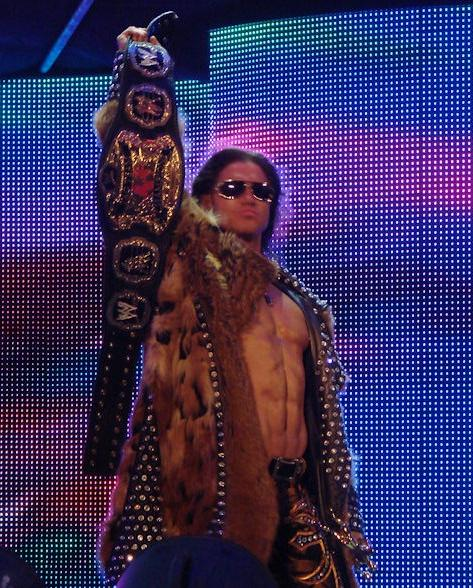
Morrison con il World Tag Team Championship, titolo che ha detenuto una volta con The Miz

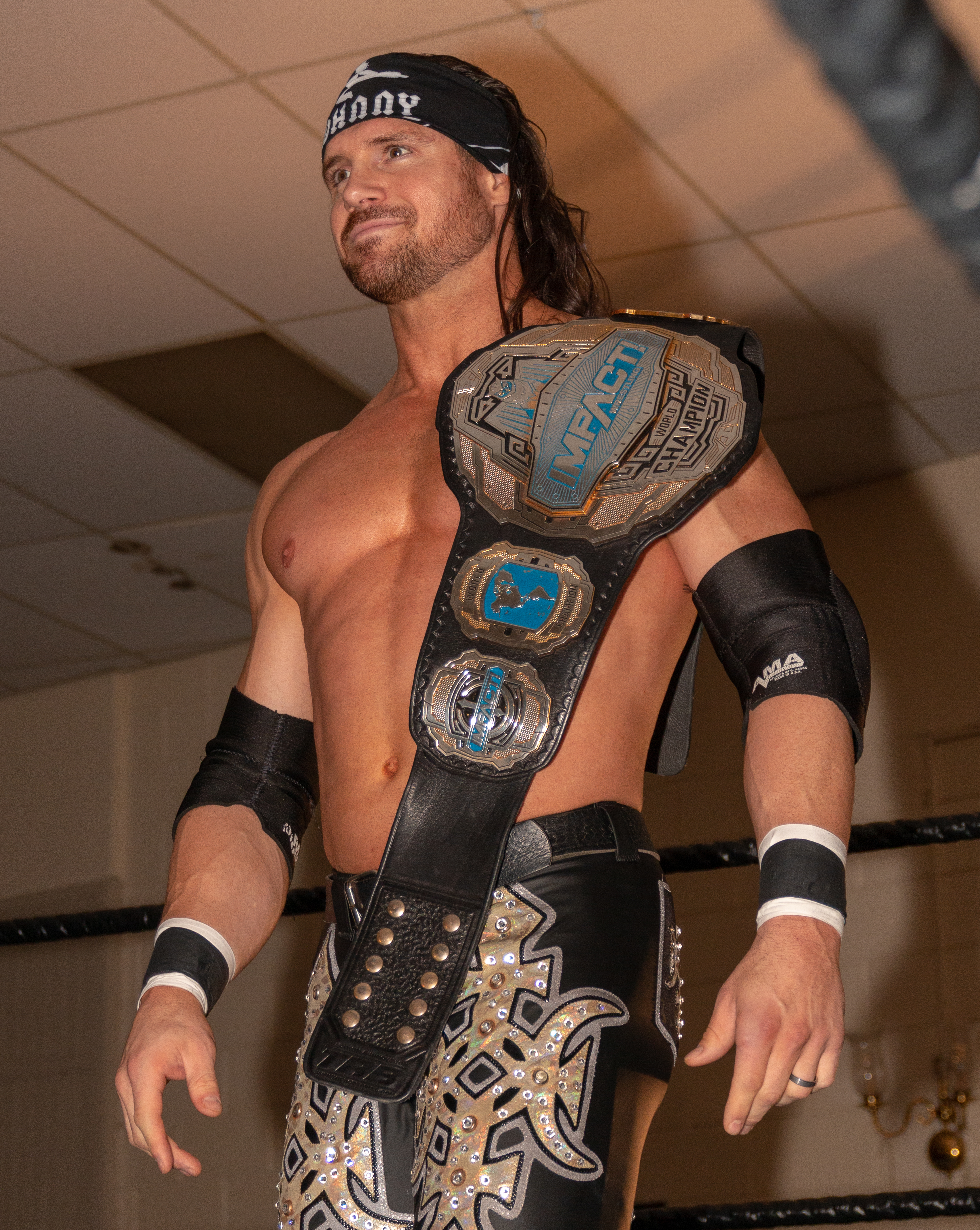
Morrison con l'Impact World Championship, titolo che ha vinto una volta

  - Tag Team of the Year (2008) – con The Miz
- 5 Star Wrestling
  - 5 Star Wrestling Championship (1)
  - One Night Tournament (2017)
- ACW Wisconsin
  - ACW Heavyweight Championship (1)
- Blackcraft Wrestling
  - BCW Heavyweight Championship (1)
- Continental Wrestling Federation
  - CWF United States Championship (1)
- DDT Pro-Wrestling
  - Ironman Heavymetalweight Championship (1)
- European Pro Wrestling
  - EPW World Heavyweight Championship (1)
- Family Wrestling Entertainment
  - FWE Heavyweight Championship (1)
- Impact Wrestling
  - Impact World Championship (1)
- Next Generation Wrestling
  - NGW World Championship (1)
  - NGW World Title Tournament (2013)
- Lucha Libre AAA Worldwide
  - AAA Mega Championship (1)
  - AAA Latin American Championship (1)
  - Campeonato Mundial de Peso Crucero de AAA (1)
  - Lucha Libre World Cup (2016 Men's Division) – con Brian Cage e Chavo Guerrero Jr.
- Lucha Underground
  - Lucha Underground Championship (1)
  - Lucha Underground Gift of the Gods Championship (1)
  - Lucha Underground Trios Championship (1) – con Jack Evans e PJ Black
  - 2º Triple Crown Champion
- Major League Wrestling
  - MLW National Openweight Championship (1)
- Mondo Lucha
  - Mondo Lucha Championship (1)
  - Mondo Lucha Tag Team Championship (1) – con Matt Cross
- Next Generation Wrestling
  - NGW World Championship (1)
  - NGW World Title Tournament (2013)
- Ohio Valley Wrestling
  - OVW Southern Tag Team Championship (1) – con Joey Matthews
- Pacific Coast Wrestling/PCW Ultra
  - PCW Heavyweight Championship (1)
- Pro Wrestling Illustrated
  - Most Improved Wrestler of the Year (2009)
  - Tag Team of the Year (2005) - con Joey Mercury
  - 27º tra i 500 migliori wrestler singoli nella PWI 500 (2011)
- Qatar Pro Wrestling
  - QPW Souq Waqif Championship (1)
  - QPW Souq Waqif Title Tournament (2015)
- Rogue Wrestling
  - Rogue Championship (1)
- WWE
  - WWE Tag Team Championship (4) – con Joey Mercury (3) e The Miz (1)
  - WWE Intercontinental Championship (3)
  - WWE SmackDown Tag Team Championship (1) – con The Miz
  - ECW World Championship (1)
  - World Tag Team Championship (1) – con The Miz
  - ECW World Championship Tournament (2007)
  - Tough Enough III – con Matt Cappotelli
  - Slammy Award (2)
    - Tag Team of the Year (edizione 2008) con The Miz
    - The Dirt Sheet (edizione 2008) con The Miz

  - Bumpy Award (1)
    - The Best WWE’s The Bump Entrance (edizione 2020)
- World Series Wrestling
  - WSW Heavyweight Championship (1)
- World Wrestling Fan Xperience
  - WWFX Heavyweight Championship (1)
- Wrestling Observer Newsletter
  - Tag Team of the Year (2008) con The Miz

## Filmografia

### Cinema
- Legion of the Black, regia di Patrick Fogarty (2012)
- 20 Feet Below: The Darkness Descending, regia di Marc Clebanoff (2013)
- Ascent to Hell, regia di Dena Hysell-Cornejo (2014)
- Hercules Reborn, regia di Nick Lyon (2014)
- American Justice, regia di Demetrius Navarro (2015)
- Russell Madness, regia di Robert Vince (2015)
- Stormageddon, regia di Nick Lyon (2015)
- Boone: The Bounty Hunter, regia di Robert Kirbyson (2017)
- Dave Made a Maze, regia di Bill Watterson (2017)
- Never Leave Alive, regia di Steven LaMorte (2017)
- Sharknado 5: Global Swarming, regia di Anthony C. Ferrante (2017)
- Strange Nature, regia di James Ojala (2018)

### Televisione
- Tough Enough – serie TV, 14 episodi (2002–2003)
- Sei più bravo di un ragazzino di 5ª? – serie TV, 2 episodi (2009)
- Destroy Build Destroy – serie TV, 1 episodio (2010)
- NTSF:SD:SUV:: – serie TV, episodio 3x07 (2013)
- Lucha Underground – serie TV, 40 episodi (2014–2019)
- Shameless – serie TV, 7x01 (2016)
- Bajillion Dollar Propertie$ – serie TV, 2x16 (2016)
- Il tempo della nostra vita – serie TV (2017)
- Baby Daddy – serie TV (2017)
- GLOW – serie TV (2017)
- The Guest Book – serie TV (2017)
- The Last Ship – serie TV (2017)
- Survivor: David vs. Goliath – reality show (2018)
- Miz e Mrs. – reality show (2018)
- The Guardians of Justice – serie TV (2022)